# Мальдине, Анри
Анри́ Мальдине́ (фр. Henri Maldiney; 4 августа 1912, Мёрсо — 6 декабря 2013, Монверден, Луара) — французский философ

, крупнейший представитель феноменологической школы.

## Биография
Окончил лицей в Безансоне. Выпускник парижской Эколь Нормаль. В годы Второй мировой войны — узник нацистских лагерей. Позднее преподавал в университетах Гента и Лиона.

## Подход и область интересов
Развивал идеи Гуссерля, Хайдеггера, Бинсвангера, оппонировал Лакану. Сотрудничал с Бинсвангером, Леопольдом Сонди. Кроме общих трудов по философской антропологии, ему принадлежит ряд психиатрических исследований (психоз, меланхолия), работы об искусстве, эссе о художниках и поэтах, со многими из которых он дружил (Жоан Миро, Брак, Жан Базен, Таль-Коат, Рильке, Франсис Понж, Андре дю Буше и др.).

## Избранные труды
- 1973 — Regard Parole Espace
- 1975 — Aitres de la langue et demeures de la pensée
- 1985 — Art et existence (переизд. 2010)
- 1988 — In media vita
- 1991 — Penser l’homme et la folie
- 1993 — L’Art, l’éclair de l’être (переизд. 2003)
- 1997 — Avènement de l'œuvre
- 2000 — Ouvrir le rien: l’art nu (переизд. 2010)
- 2001 — Existence: crise et création

## Признание
Работы Мальдине переведены на английский, немецкий, итальянский языки. Его идеям посвящён ряд научных коллоквиумов. C 2007 года в Париже действует международная Ассоциация Анри Мальдине, с 2008 года она издает журнал L’Ouvert (Открытое), посвящённый его философии.

## Публикации на русском языке
- О сверхстрастности// (Пост)феноменология: Новая феноменология во Франции и за её пределами. М.: Академический проект; Гаудеамус, 2014, с.151-203 (из книги Penser l’homme et la folie)